# Quatro Barras
Quatro Barras (/ˈkwatɾu ˈbaʁɐʃ/) est une ville de l'est de l'État du Paraná, dans le sud du Brésil.
La ville est traversée par l'estrada da Graciosa (pt), une route (originellement une route muletière du XVIIIe siècle) menant à la côte du Paraná, qui traverse la serra do Mar dans la partie la plus préservée de la forêt atlantique du pays, ainsi que le morro do Anhangava (pt), connu des alpinistes car utilisé pour l'escalade.

## Toponymie
Le nom Quatro Barras (« Quatre Barres ») fait référence aux cordons de sable (barres) de quatre affluents du rio Curralinho (pt), les rios Canguiri (pt), Timbu (pt), Cercado (pt) et Capitanduva (pt).
Le nom Graciosa (« Gracieuse ») est celui d'un sommet près de Morretes, d'où part l'estrada da Graciosa.

## Histoire

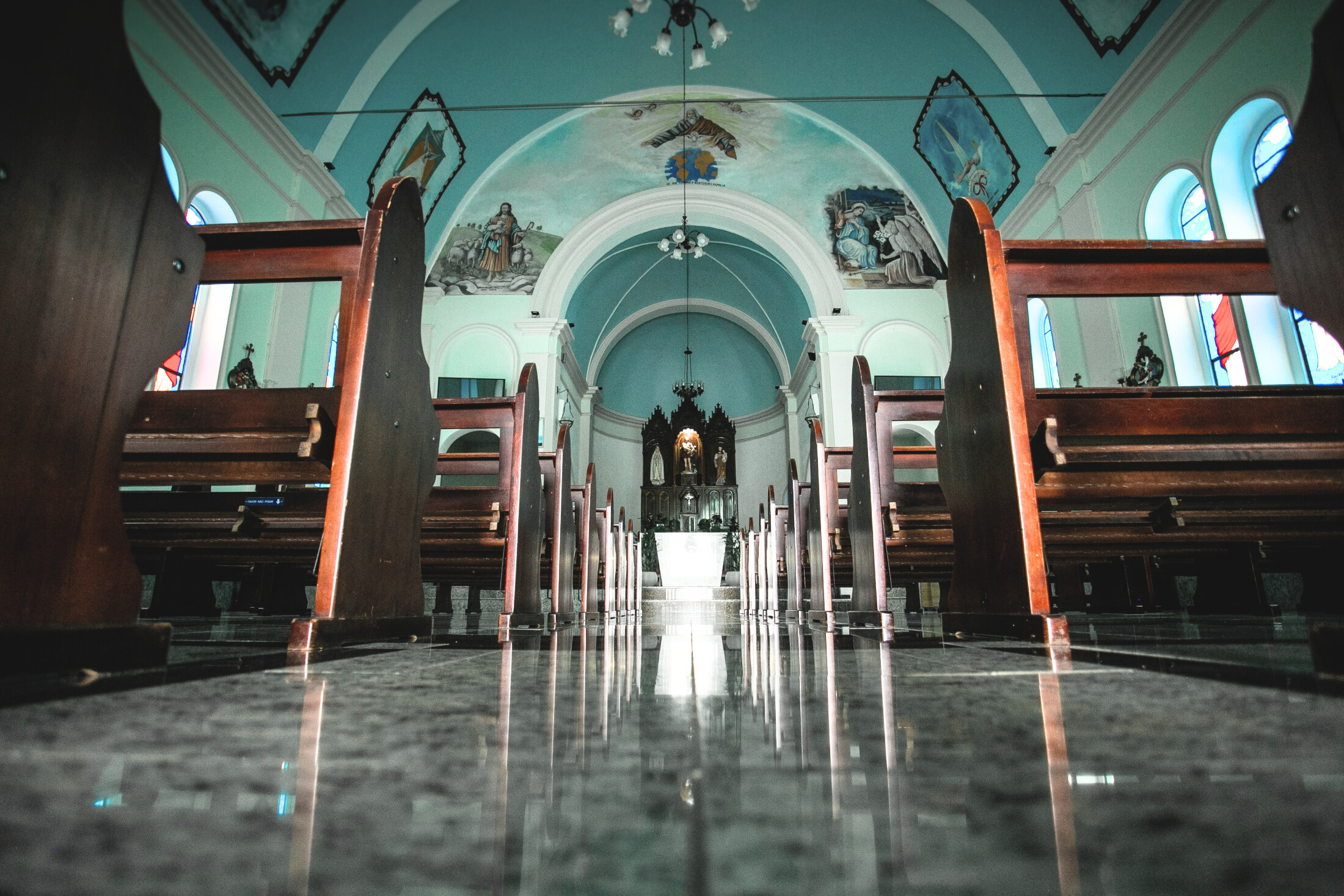
Église de saint-Sébastien, dans le centre-ville.

À l'époque de Gabriel de Lara, colonisateur et seigneur de Paranaguá, plusieurs explorateurs quittent la côte en direction du plateau de Curitiba à la recherche d'or et pour s'attaquer aux « gentils » (les incroyants). En 1661, Baltasar Carrasco dos Reis (pt) s'installe sur le plateau et les expéditions se poursuivent, de nombreuses personnes restant dans la région et contribuant à la formation de quelques établissements, certains temporaires et d'autres stables, notamment dans les environs d'Arraial Queimado (aujourd'hui Bocaiúva do Sul), Borda do Campo et Arraial Grande. En 1666, l'établissement Arraial de Campina Grande se constitue sur le plateau, qui fait alors partie du territoire d'Arraial Queimado. Le peuplement de cette vaste région commence à cette époque. Lors de la création de la municipalité de Campina Grande do Sul par la loi provinciale n° 762, le 26 novembre 1883, les villages de Quatro Barras et Capivari Grande sont inclus en tant que districts de police, appartenant à la paroisse de Colombo.
Un événement emblématique a lieu lors du passage de l'empereur du Brésil Pierre II dans la ville en 1880. On raconte qu'il a emprunté l'estrada da Graciosa en direction de Curitiba et qu'il s'est reposé en chemin sous un pin du Paraná. Ce fait n'a pas de sources fiables et certains chercheurs le considèrent comme un mythe créé par l'historien Romário Martins (pt). Ce moment est représenté par le peintre José Demeterco (pt) dans le tableau Pinheiro histórico de Dom Pedro II, et l'avenue principale de la ville porte aujourd'hui le nom de l'empereur.
Le 25 février 1892, le nouveau gouvernement républicain approuve la création du district de police de Quatro Barras. Bien qu'elle fasse partie de l'histoire de la région depuis des siècles, ce n'est que le 25 janvier 1961, par la loi d'État no 4338 promulguée par le gouverneur Moisés Lupion (pt), qu'est créée la municipalité, à partir de territoires retirés des municipalités de  Campina Grande do Sul et de Piraquara. L'installation officielle a lieu le 9 novembre 1961.